# アル・ピアンタドーシ
アルフレッド・"アル"・ピアンタドーシ（Alfred "Al" Piantadosi、1884年7月18日 - 1955年4月8日）は、アメリカ合衆国の作曲家、ピアニスト、音楽出版事業者。ニューヨークに生まれ、カリフォルニア州エンシノ（現在はロサンゼルスの一部）で没した。作曲した作品には、「I'm Awfully Glad I'm Irish」 (1910)、「That's How I Need You」(1912)、「The Curse of an Aching Heart」(1913)、「I Didn't Raise My Boy to Be a Soldier（私は息子を兵士に育てなかった）」(1915)、「Mississippi Days」(1916)、「If You Had All the World and Its Gold」などがある。
初期には、マンハッタンのドイヤーズ・ストリート (Doyers Street) にあったキャラハンズ・ダンス・ホール (Callahan's Dance Hall ) でピアニストとして働いていたが、そこで短期間だけ人気があった「My Mariucci Take a Steamboat」という曲を書いた。ピアンタドーシはまた、ヴォードヴィルでアンナ・チャンドラー (Anna Chandler) と共演した。作曲家としての活動を通して、アルフレッド・ブライアン、ジョー・グッドウィン (Joe Goodwin)、エドガー・レスリー (Edgar Leslie)、ジョセフ・マッカーシー (Joseph McCarthy) らと共同作業を行った。
1922年には音楽出版社アルフレッド・ミュージックを創設したが、1928年にはこれを手放した。会社を買ったメイナス家はその後もアルフレッドの名を社名に残している。
ピアンタドーシは、1930年に音楽業界から引退した。1955年にカリフォルニア州エンシノで死去した。